# Жижемский, Дмитрий Михайлович
Князь Дмитрий Михайлович Жижемский — безудельный князь, наместник и воевода на службе у московских князей Василия III Ивановича и Ивана IV Васильевича Грозного.
Рюрикович в XXI колене, происходил из рода смоленских князей. Старший из пяти сыновей родоначальника, князя Михаила Ивановича Жижемского, который служил Александру Ягеллону конюшим и получил в Великом княжестве литовском — Жижму в удел, откуда и произошла фамилия князей Жижемские.

## Биография
Вероятно, что он приезжал из Польши в Россию и был тут некоторое время, потом снова отъехал в Литву, откуда всё таки возвратился, так как в документах указано, что в 1492 году он был вторым воеводою Сторожевого полка в походе русских войск к Смоленску.
В 1508 году Дмитрий Михайлович вместе с братом Василием поддержал мятеж Глинских, а затем в январе 1509 года поступил на службу московскому князю Ивану III, вместе с князем Михаилом Львовичем Глинским. В Москве братья писались князьями Жижемскими. Их младшие братья Даниил, Тимофей и Богдан Жижемские остались в литовском подданстве.
В 1532 году после роспуска старших воевод оставлен первым воеводой в Туле, где упомянут в 1533 году за городом.  В апреле 1540 года второй воевода сторожевого полка во Владимире, в связи с готовящимся походом на Казань, а в декабре того же года был вторым воеводой в Мещере. В 1544 году упомянут наместником и третьим воеводою в Костроме. В феврале 1547 года, на бракосочетании царя Ивана Грозного с Настасьей Романовною Юрьевой-Захарьиной ведал вторым детей боярских и шёл за санями царицы. В апреле 1552 года направлен в Свияжск сперва третьим, а потом вторым воеводой, где и годовал в 1553 году. В 1554 году строил укрепления в Туле и Дедилове. В 1556 году воевода в Касимове при царе Шигалее.

## Семья
От брака с неизвестной имел единственного сына:
- Князь Жижемский Александр Дмитриевич — городовой сын боярский, в феврале 1547 года на свадьбе царя Ивана Грозного с Настасьей Романовной Юрьевой-Захарьиной седьмой для посылок при боярине и князе Глинском,  в октябре 1551 года написан в третью статью московских детей боярских, погиб во время казанского похода в июне 1552 года, посланный в войсках из Свияжска против бунтующих черемисов и на бою при реке Ар убит, бездетный.